# Anata (Hikaru Utada)
Anata è un singolo della cantautrice statunitense giapponese Utada Hikaru pubblicato l'8 dicembre 2017.

## Tracce
Testi e musiche di Utada Hikaru.
1. Anata – 4:41